# Edgar Reinhardt
Edgar Reinhardt (Mülheim an der Ruhr, 1914. május 21. – Fokváros,  1985. január 11.) olimpiai bajnok német kézilabdázó, kosárlabdázó, atléta.
Részt vett az 1936. évi nyári olimpiai játékokon, amit Berlinben rendeztek. A kézilabdatornán játszott, amit a német válogatott meg is nyert. A csapat veretlenül lett bajnok és mindenkit nagy arányban győztek le.
1944-ben Bajorország bajnoka címet szerzett diszkoszvetésben és tízpróbában, valamint az egyetemi tanulmányai alatt kétszeres német bajnok is volt kosárlabdában.